# Cultura Fremont

Situació de la cultura Fremont

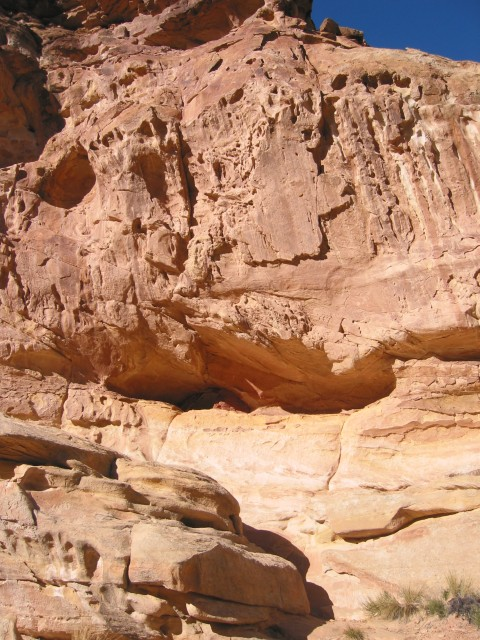
Típica cabana Moki Hut situada en l'esquerda del penya-segat

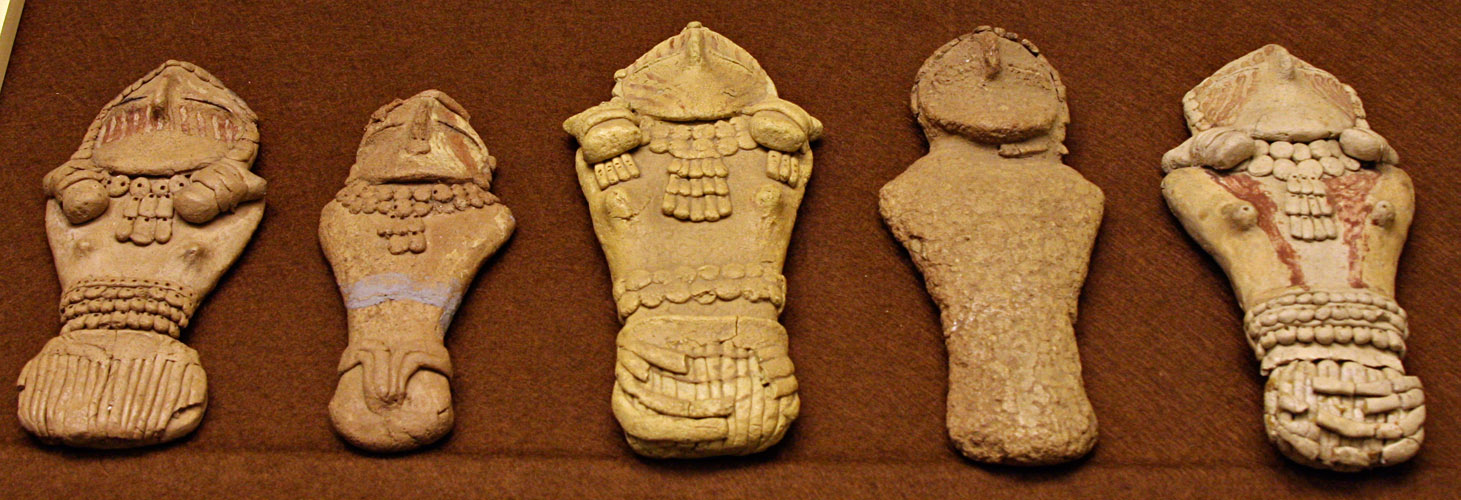
Pilling Figurines, figuretes d'argila no cuita Fremont, al College of Eastern Utah Prehistoric Museum.

La cultura Fremont o poble Fremont és una cultura arqueològica de l'Amèrica precolombina que va rebre el seu nom del riu Fremont a l'estat de Utah on es va descobrir el primer jaciment Fremont. El mateix riu Fremont rep el nom de l'explorador estatunidenc John Charles Frémont. Habitaven llocs en el que avui és Utah i parts de Nevada, Idaho i Colorado des de l'any 700 al 1300. Era adjacent, més o menys contemporània però clarament diferent de la cultura Anasazi.

## Localització
El Parc Estatal Indi Fremont a l'àrea del canyó Clear Creek al centre-sud de Utah conté el jaciment més gran de la cultura Fremont a Utah. Recentment s'ha descobert un jaciment major a Range Creek, Utah, ha despertat un gran interès, ja que s'ha mantingut inalterat durant segles. A prop de Nine Mile Canyon ha estat durant molt de temps conegut per la seva gran col·lecció d'art rupestre Fremont. Alguns jaciments es troben a San Rafael Swell, al Parc Nacional Capitol Reef, al Monument Nacional Dinosaur, Parc Nacional Zion i Parc Nacional Arches.

## Habitants
Si bé no existeix encara un consens ferm pel que fa a la si cultura Fremont comprèn un grup únic, cohesiu amb un llenguatge comú, ascendència o estil de vida, hi ha diversos aspectes de la cultura material que donen credibilitat a aquesta noció. En primer lloc, és ben conegut pels investigadors que allò que es refereix com a Fremont tenia un estil de vida que girava principalment al voltant del farratge i el conreu del blat de moro, en altres paraules, un continu d'estratègies de subsistència bastant fiable que sens dubte variaven d'un lloc a un altre i de tant en tant. Això es mostra en el registre arqueològic en la majoria dels jaciments dels llogarets i campaments de llarg termini, com una col·lecció d'ossos esquarterats, cuinats i després descartats de cérvols i conills, panotxes de blat de moro carbonitzades amb els nuclis consumits, i altres plantes silvestre comestibles. Altres característiques unificadores inclouen la fabricació de la ceràmica grisa i un estil de cistelleria i art rupestre. La major part dels Fremont vivien en petites unitats familiars individuals i extenses que comprenen viles que van de dos a una dotzena d'estructura de cases de fossa, amb només unes poques ocupades en un moment donat. Tot i això, hi ha excepcions a aquesta regla (en part perquè Fremont ha guanyat una reputació de ser tan difícil de definir), incloent una gran vila inusual a la vall de Parowan al sud-oest de Utah, la vila gran i extensament excavada de Five Finger Ridge en l'anterior esmentar Parc Estatal Indi Fremont, i altres, tot sembla anòmal en el que ocupaven per un llarg període, era ocupada simultàniament per un gran nombre de persones, 60 o més en qualsevol moment donat, o ambdós. Es creu que Fremont va començar com un grup escindit d'Anasazi, si bé aquest és un punt que continua sent objecte de debat entre els arqueòlegs.
Generalment el poble Fremont portava mocassins com els seus avantpassats de la Gran Conca en lloc de sandàlies, com els Anasazi. Eren agricultors a temps parcial que vivien en granges semi-sedentàries disperses i en petits pobles, mai deixaren totalment la caça tradicional i la recol·lecció per la més arriscada agricultura. Feien ceràmica, construïen cases i instal·lacions d'emmagatzematge d'aliments, i conreaven blat de moro, però en general van deixar enrere les principals tradicions de la Gran Sud-oest, mentre que al mateix temps copiaven tècniques dels seus veïns caçadors-recol·lectors.
Les tradicions i cultura Fremont es van interrompre a començaments del 950 al nord-est de Utah. Això es va deure al canvi climàtic a la regió, que la gent Fremont no podria adaptar-se per al seu manteniment o per raons agrícoles. La cultura va ser capaç de trobar una nova llar i continuar florint al nord-oest de Utah.

## Desenvolupaments recents
El jaciment del complex Range Creek Canyon és identificat sense embuts com de la cultura Fremont culture, i sorprenentment a causa del seu estat primitiu, promet portar una immensa quantitat de coneixement arqueològic d'aquesta cultura fins llavors desconeguda.
Estudis recents han demostrat que la gent Fremont són alguns dels avantpassats de diverses tribus de l'Oest, però on van anar i on s'incorporaren en altres tradicions roman en gran manera una qüestió d'especulació. Alguns dels Fremont podrien haver-se traslladat al centre-sud d'Idaho, mentre que altres podrien estar entre els avantpassats de la tardana cultura del riu Dismal de Nebraska i Kansas. Els que havien viscut al sud de Utah anteriorment podrien haver-se traslladat cap al sud, unint-s'hi a les comunitats antics Pueblo. Altres podrien haver estat absorbits per bandes de caçadors-recol·lectors de parla numic a la regió del sud-oest.